# Myriopteris lanosa
Myriopteris lanosa là một loài dương xỉ thuộc họ Pteridaceae. Loài này được André Michaux miêu tả khoa học đầu tiên năm 1803.